# Ігнат Юрій Робертович
Ю́рій Ро́бертович Ігна́т (нар. 23 грудня 1977, м. Львів) — український військовослужбовець, полковник Збройних сил України. 
Начальник служби зв'язків з громадськістю командування Повітряних сил ЗСУ (2018—2024), начальник управління комунікацій Командування Повітряних Сил Збройних сил України (2025—т.ч.), учасник російсько-української війни. Кавалер ордена Данила Галицького (2022).

## Життєпис
Виріс у сім'ї Роберта Ігната, журналіста видань «Молода Галичина», «За вільну Україну»; дід, також Юрій Ігнат, воював у лавах національно-визвольного руху, похований на Личаківському цвинтарі.
Після п'яти років навчання закінчив Львівський військовий інститут при Національному університеті «Львівська політехніка» (спеціальність — військова журналістика).
У 1999 році розпочав службу в новому військовому виданні — газеті «Крила України». Шість місяців провів у відрядженні в Африці.
Станом на 2017 рік — начальник відділу редакції Повітряних сил Центрального друкованого органу Міністерства оборони України «Народна армія».
У 2018 році очолив пресслужбу командування Повітряних сил Збройних сил України. Станом на травень 2022 року — підполковник.
Полковник, був начальником служби зв'язків з громадськістю Командування Повітряних сил Збройних сил України (2018-2024).
Звільнений з посади 18 березня 2024 року, його наступником став Ілля Євлаш. У грудні 2024 року призначений керівником управління комунікацій Командування Повітряних сил Збройних сил України.
З 2025 року, після зміни структури комунікацій Збройних сил — начальник управління комунікацій Командування Повітряних Сил Збройних сил України.

## Нагороди
- Орден Данила Галицького (27 травня 2022) — за особисту мужність і самовіддані дії, виявлені у захисті державного суверенітету та територіальної цілісності України, вірність військовій присязі[10].